# American Soccer League (1933-83)
La American Soccer League fue una liga de fútbol de Estados Unidos que se jugó entre 1933 y 1983. 
Es considerado como la sucesión de la original American Soccer League que colapsó en 1933, con la diferencia de que esta versión abarcaba un mercado más reducido que la anterior, ya que principalmente abarcaba los territorios del noreste del país. Con la legada de la North American Soccer League, se expandió hasta el Oeste. 

## Historia
La liga fue creada en 1933 como a nivel regional, pero que en 1976 se volvió de nivel nacional para competir con la North American Soccer League, luego de expandirse a los territorios del oeste, principalmente al estado de California y Utah. La liga otorgaba cinco puntos por victoria, dos por empate y un punto adicional por la diferencia de goles de cada victoria, y a diferencia de la NASL, la cantidad de extranjeros participantes en la liga era limitado para promover a los futbolistas estadounidenses.
Al volverse nacional, no tuvo los ingresos de la NASL, inclusive por los jugadores que participaban en cada liga, ya que esa liga ofrecía mejores salarios a los jugadores, y los mejores jugadores de la ASL iban a la NASL por eso.
A partir de 1979 la asistencia empezaba a bajar, y los equipos de la liga empezaban a perder dinero y la liga terminó desapareciendo en 1983, y luego del cierre varios equipos de la liga se unieron a la United Soccer League.

## Ganadores por temporada
| Temporada | Campeón                                                          | Subcampeón                                                       |
| --------- | ---------------------------------------------------------------- | ---------------------------------------------------------------- |
| 1933–34   | Kearny Irish                                                     | New York Americans                                               |
| 1934–35   | Philadelphia German-Americans                                    | New York Americans                                               |
| 1935–36   | New York Americans                                               | Baltimore Canton                                                 |
| 1936–37   | Kearny Scots                                                     | Brooklyn Hispano                                                 |
| 1937–38   | Kearny Scots                                                     | Brooklyn St. Mary's Celtic                                       |
| 1938–39   | Kearny Scots                                                     | Philadelphia German-Americans                                    |
| 1939–40   | Kearny Scots                                                     | Baltimore SC                                                     |
| 1940–41   | Kearny Scots                                                     | Philadelphia German-Americans                                    |
| 1941–42   | Philadelphia Americans                                           | Brookhattan                                                      |
| 1942–43   | Brooklyn Hispano                                                 | Brookhattan                                                      |
| 1943–44   | Philadelphia Americans                                           | Brooklyn Wanderers                                               |
| 1944–45   | Brookhattan                                                      | Philadelphia Americans                                           |
| 1945–46   | Baltimore Americans                                              | Brooklyn Hispano                                                 |
| 1946–47   | Philadelphia Americans                                           | Brooklyn Wanderers                                               |
| 1947–48   | Philadelphia Americans                                           | Kearny Scots                                                     |
| 1948–49   | Philadelphia Nationals                                           | New York Americans                                               |
| 1949–50   | Philadelphia Nationals                                           | Kearny Celtic                                                    |
| 1950–51   | Philadelphia Nationals                                           | Kearny Celtic                                                    |
| 1951–52   | Philadelphia Americans                                           | Kearny Scots                                                     |
| 1952–53   | Philadelphia Nationals                                           | Newark Portuguese                                                |
| 1953–54   | New York Americans                                               | Brookhattan                                                      |
| 1954–55   | Uhrik Truckers                                                   | Brooklyn Hispano                                                 |
| 1955–56   | Uhrik Truckers                                                   | Elizabeth Falcons                                                |
| 1956–57   | New York Hakoah-Americans                                        | Uhrik Truckers                                                   |
| 1957–58   | New York Hakoah-Americans                                        | Ukrainian Nationals                                              |
| 1958–59   | New York Hakoah-Americans                                        | Ukrainian Nationals                                              |
| 1959–60   | Colombo                                                          | Ukrainian Nationals                                              |
| 1960–61   | Ukrainian Nationals                                              | Falcons SC                                                       |
| 1961–62   | Ukrainian Nationals                                              | Inter-Brooklyn Italians                                          |
| 1962–63   | Ukrainian Nationals                                              | Inter SC                                                         |
| 1963–64   | Ukrainian Nationals                                              | Boston Metros                                                    |
| 1964–65   | Hartford SC                                                      | Newark Portuguese                                                |
| 1965–66   | Roma SC                                                          | Newark Ukrainian Sitch                                           |
| 1966–67   | Baltimore St. Gerards                                            | Newark Ukrainian Sitch                                           |
| 1967–68   | Ukrainian Nationals                                              | New York Inter                                                   |
| 1968      | Washington Darts                                                 | Rochester Lancers                                                |
| 1969      | Washington Darts                                                 | Syracuse Scorpions                                               |
| 1970      | Philadelphia Ukrainians                                          | Philadelphia Spartans                                            |
| 1971      | New York Greeks                                                  | Boston Astros                                                    |
| 1972      | Cincinnati Comets                                                | New York Greeks                                                  |
| 1973      | New York Apollo                                                  | Cincinnati Comets                                                |
| 1974      | Rhode Island Oceaneers                                           | New York Apollo                                                  |
| 1975      | Torneo abandonado: New York Apollo y Boston Astros, co-campeones | Torneo abandonado: New York Apollo y Boston Astros, co-campeones |
| 1976      | Los Angeles Skyhawks                                             | New York Apollo                                                  |
| 1977      | New Jersey Americans                                             | Sacramento Spirits                                               |
| 1978      | New York Apollo                                                  | Los Angeles Skyhawks                                             |
| 1979      | Sacramento Gold                                                  | Columbus Magic                                                   |
| 1980      | Pennsylvania Stoners                                             | Sacramento Gold                                                  |
| 1981      | Carolina Lightnin'                                               | New York United                                                  |
| 1982      | Detroit Express                                                  | Oklahoma City Slickers                                           |
| 1983      | Jacksonville Tea Men                                             | Pennsylvania Stoners                                             |

## Títulos por club
| Equipo                       | Campeón | Años campeón                                         |
| ---------------------------- | ------- | ---------------------------------------------------- |
| Ukrainian Nationals          | 6       | 1960-61, 1961-62, 1962-63, 1963-64, 1967-68, 1970    |
| Philadelphia German-American | 6       | 1934-15, 1941-42, 1943-44, 1946-47, 1947-48, 1951-52 |
| Scots-Americans              | 5       | 1936-37, 1937-38, 1938-39, 1939-40, 1040-41          |
| Philadelphia Nationals       | 4       | 1948-49, 1949-50, 1950-51, 1952-53                   |
| New York Greeks              | 4       | 1971, 1973, 1975, 1978                               |
| New York Hakoah-Americans    | 3       | 1956-57, 1957-58, 1958-59                            |
| Washington Darts             | 2       | 1968, 1969                                           |
| New York Americans           | 2       | 1935-36, 1953-54                                     |
| Irish-Americans              | 1       | 1934-34                                              |
| Brooklyn Hispano             | 1       | 1942-43                                              |
| Brookhattan                  | 1       | 1944-45                                              |
| Baltimore Americans          | 1       | 1945-46                                              |
| Colombo                      | 1       | 1959-60                                              |
| Hartford                     | 1       | 1964-65                                              |
| Roma                         | 1       | 1965-66                                              |
| Baltimore St. Gerards        | 1       | 1966-67                                              |
| Cincinnati Comets            | 1       | 1972                                                 |
| Rhode Island Oceaneers       | 1       | 1974                                                 |
| Boston Astros                | 1       | 1975                                                 |
| Los Angeles Skyhawks         | 1       | 1976                                                 |
| New Jersey Americans         | 1       | 1977                                                 |
| Sacramento Gold              | 1       | 1979                                                 |
| Pennsylvania Stoners         | 1       | 1980                                                 |
| Carolina Lightnin'           | 1       | 1981                                                 |
| Detroit Express              | 1       | 1982                                                 |
| Jacksonville Tea Men         | 1       | 1983                                                 |